# Riccardo Fogli
Riccardo Fogli (ur. 21 października 1947 w Pontederze) – włoski piosenkarz, były basista zespołu Pooh (1966–1973). Zwycięzca Festiwalu Piosenki Włoskiej w San Remo w 1982 roku z piosenką „Storie di tutti i giorni”.

## Życiorys

### Początki
Riccardo Fogli urodził się 21 października 1947 roku w miejscowości Pontedera w Toskanii. Zaczął pracować w firmie Piaggio, studiując w wolnym czasie muzykę jako samouk. Uczył się gry na gitarze basowej. Mając 16 lat dołączył do zespołu Slenders z Piombino w Toskanii. Podczas tournée po północnych Włoszech występował ze Slenders w klubie Piper w Mediolanie, gdzie jego sposób śpiewania i gry zwrócił uwagę Maura Bertolego i Valeria Negriniego, członków zespołu Pooh. Zaproponowali oni Riccardowi Fogli dołączenie do zespołu w miejsce Gilberta Faggioli. Fogli zgodził się, a zespół Slenders w zamian za jego odejście otrzymał rekompensatę finansową.

### Współpraca z zespołem Pooh (1966–1973)
Pierwszy album Pooh, Per quelli come noi, ukazał się jesienią 1966 roku. Album został częściowo nagrany jeszcze przed dołączeniem Riccarda Fogli, dlatego jego udział w ostatecznej wersji albumu był ograniczony. Po odejściu Maura Bertolego zespół stał się kwartetem; kilka jego piosenek zaśpiewanych przez Riccarda Fogli odniosło sukces: „Piccola Katy” i „In silenzio”. W wydanym w 1969 roku albumie Contrasto Fogli wystąpił jako główny wokalista. Podobnie było w wypadku wydanego w 1970 roku albumu Memorie. W czerwcu tego samego roku Fogli zadebiutował jako solista (pod pseudonimem Renzo) wspólnie z Violą Valentino singlem „Zan zan”/„I 10 comandamenti dell'amore”. W 1973 roku, po wydaniu albumu Opera Prima, zdecydował się opuścić zespół Pooh. Przekonała go do tego piosenkarka Patty Pravo, z którą był wówczas związany.

### Kariera solowa (po 1973)
Zadebiutował w 1973 roku solowym albumem Ciao amore, come stai, który jednak odniósł bardzo ograniczony sukces, podczas gdy jego były zespół, dzięki albumowi Parsifal, odbył udane tournée po Ameryce. W 1974 roku Fogli zadebiutował na Festiwalu Piosenki Włoskiej w San Remo z piosenką „Complici”, która jednak przeszła niezauważona, podobnie jak piosenka „Guardami”, z którą wystąpił w 1975 roku na festiwalu Un disco per l’estate. Pewną zmianę zapowiadała w 1976 roku piosenka „Mondo”, za którą w konkursie Festivalbar otrzymał nagrodę Disco Verde. Wydał kolejne albumy: Riccardo Fogli i Il sole, l'aria, la luce, il cielo. Większość tekstów do piosenek z tego ostatniego napisała poetka Carla Vistarini. Jego wydany w 1979 roku singiel „Che ne sai” uplasował się w czołówce list przebojów. W 1979 roku nawiązał współpracę z kompozytorem Mauriziem Fabrizio i tekściarzem Guidem Morrą, która miała się okazać owocna na początku następnej dekady.

### Lata 80.
W 1980 Fogli nagrał album Alla fine di un lavoro, który zawierał singiel „Ti amo però”, a rok później album Campione. Pochodzący z Campione singiel „Malinconia” (autorstwa spółki Fabrizio–Morra) zdobył nagrody platynowej płyty (Disco di Platino), Telegatto oraz Vela d’Oro. W 1982 roku uczestniczył w Festiwalu Piosenki Włoskiej w San Remo z piosenką „Storie di tutti i giorni” (również autorstwa spółki Fabrizio–Morra), która zdobyła 1. miejsce. Pojawiły się jednak podejrzenia, iż artysta zapłacił za swój sukces wytwórni fonograficznej. Podejrzenia te nie miały jednak wpływu na powodzenie utworu, który zdobył złotą płytę (Disco d’Oro), Premio Radio Corriere TV i Telegatto oraz utorował artyście drogę do występu w Konkursie Piosenki Eurowizji.
Fogli reprezentował Włochy podczas 28. Konkursu Piosenki Eurowizji w 1983 roku z utworem „Per Lucia”, który uplasował się na 11. miejscu, zdobywając 41 punktów.
W latach 80. Fogli jeszcze kilkakrotnie wystąpił w San Remo: w 1985 roku z piosenką „Sulla buona strada”, w 1989 – z „Non finisce così” i 1990 – z „Ma quale amore”. W 1987 nawiązał współpracę z dawnymi kolegami z zespołu Pooh, z którymi zaśpiewał piosenkę „Giorni cantati”, zawartą na albumie Le infinite vie del cuore; współpracę tę okazjonalnie kontynuował w latach następnych.

### Lata 90.
W 1991 roku powrócił do San Remo z piosenką „Io ti prego di ascoltare”, pochodzącą z albumu A metà del viaggio. W następnym roku ponownie pojawił się w San Remo, tym razem z piosenką „In una notte così”. W 1996 roku po raz kolejny wystąpił w San Remo, ale jego piosenka, „Romanzo”, zajęła dopiero 19. miejsce. W 1998 roku wydał minialbum Ballando, napisany we współpracy z przyjacielem, Fabiem Pianigianim.

### Wiek XXI

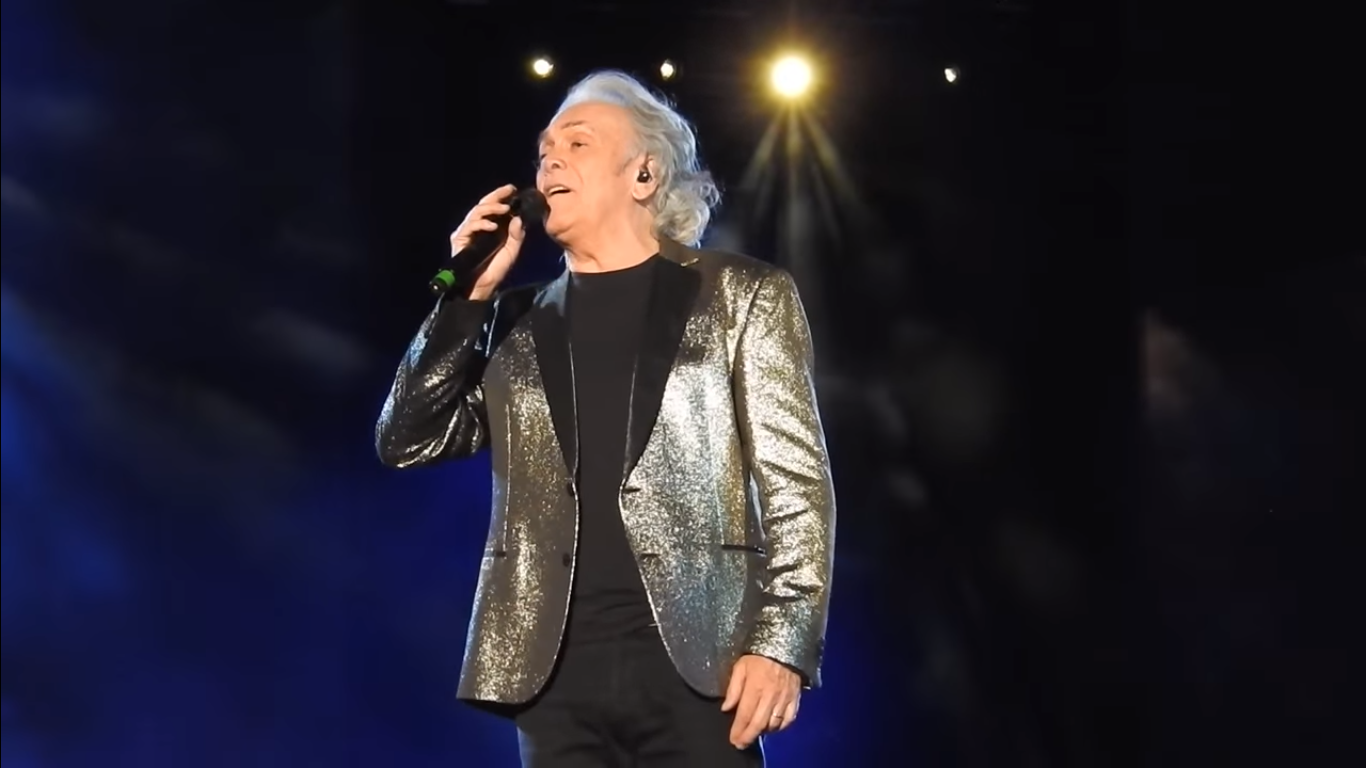
Riccardo Fogli w trakcie jednego z koncertów z okazji 50. rocznicy powstania zespołu Pooh (2016)

W 2004 Fogli wziął udział w reality show Music Farm, transmitowanym przez Rai 2. Został zwycięzcą programu, dzięki czemu mógł wydać album z piosenkami wykonanymi w trakcie trwania programu. W następnym roku nagrał swój pierwszy studyjny album w nowym tysiącleciu, zatytułowany Ci saranno giorni migliori. Większość utworów zamieszczonych na tym wydawnictwie napisał Gatto Panceri. Latem 2010 roku wydano pierwszą jego biografię, Fogli di vita e di musica, napisaną przez Fabrizia Marchesellego i Sabrinę Panti.
4 marca 2014 roku Fogli rozpoczął tournée po Rosji, w trakcie którego wystąpił na Krymie z okazji ogłoszenia niepodległości półwyspu i przyłączenia go do Rosji; nie krył swego, publicznie wyrażanego, entuzjazmu dla tej idei.
W 2015 roku rozpoczął wraz z Pooh tournée, którego celem było uczczenie 50. rocznicy działalności zespołu, przypadającej w 2016 roku.

## Życie prywatne
Żonaty z Violą Valentino, rozwiódł się z nią po licznych zdradach małżeńskich (ze swej strony) oraz po narodzinach syna Alessandra, którego matką była aktorka Stefania Brassi. W 2010 roku ożenił się z Karin Trentini, z którą ma córkę Michelle.